# Dark Horse (album, Nickelback)
Dark Horse je šesté studiové album kanadské skupiny Nickelback.
Album obsahuje 11 písní + 1 bonusovou. CD mělo vyjít již na začátku roku 2008 avšak bylo vydáno až 18. listopadu 2008. V sítích BitTorrent bylo ke stažení již několik dní dříve.[zdroj?]

## Seznam skladeb
1. Something In Your Mouth
2. Burn It To The Ground
3. Gotta Be Somebody
4. I´d Come For You
5. Next Go Round
6. Just To Get High
7. Never Gonna Be Alone
8. Shakin´ Hands
9. S.E.X.
10. If Today Was Your Last Day
11. This Afternoon